# توالی گریز
توالی گریز (به انگلیسی: Escape sequence) یک توالی معین از بایت‌ها یا نویسه‌ها است که برای دادن یک فرمان خاص به رایانه و دستگاه جانبی (مانند مودم) استفاده می‌شود. توالی گریز معمولاً زمانی استفاده می‌شوند که رایانه و یک دستگاه جانبی تنها یک کانال برای ارسال و دریافت اطلاعات دارند.

## ترمینال‌های ASCII
توالی گریز در اصل در استاندارد اَسکی معرفی شد که در آن با فرستادن «نویسه رهایی» و سپس یک توالی مشخص از بایت‌ها، فرمان خاصی به سخت‌افزار داده می‌شد؛ این نوع استفاده در طول زمان گسترش یافت. توالی گریز ممکن است توسط برنامه‌های رایانه‌ای یا بدست کاربر و از راه صفحه‌کلید وارد شوند.

## زبان‌های برنامه‌نویسی
در بسیاری از زبان‌های برنامه‌نویسی برای مشخص کردن توالی گریز، از نویسه رهایی «\» استفاده می‌شود. به‌طور مثال حرف «n» به‌طور معمول به عنوان یک حرف شناخته می‌شود، اما اگر پس از نویسه رهایی و به صورت «‎\n» بیاید به معنی نویسهٔ سرخط خواهد بود. در اینجا به «‎\n»، توالی گریز می‌گویند که به کمک آن کامپایلر متوجه می‌شود باید با گریز از تفسیر معمول، آن را در معنای خاصی به کار بندد.

## مطالب مرتبط
- نویسه رهایی
- کلید گریز
- مجموعه دستورهای هایس
- نویسه کنترلی
- ANSI escape sequences